# Techno Parade
Pour l’article ayant un titre homophone, voir Technoparade.
La Techno Parade est une technoparade créée en 1998 à Paris par Jack Lang puis reprise par l'association Technopol afin de promouvoir et populariser la culture électronique. 

## Description
En septembre 1997, une « techno parade » est organisée par des fêtards et Radio FG, elle rassemblera environ 400 personnes et verra défiler quatre chars dans Paris. La marche démarre rue Keller (11e arrondissement), en face du centre gay et lesbien, pour se terminer à l'Île aux Cygnes ; ce sont les prémices de la Techno Parade. L'année suivante 200 000 personnes participeront à la première édition de la Techno Parade.
Depuis 1998, la Techno Parade a beaucoup évolué. Aujourd'hui la parade, complètement appropriée par le grand public, est devenue l’occasion unique de faire la fête dans la rue au grand jour. Pour Technopol, et pour tous ceux que l’association soutient et défend, la parade reste aussi et surtout le meilleur moyen de pression médiatique pour faire passer des messages aux pouvoirs publics.
Tous les ans, un parcours différent est effectué dans la ville. Cet événement a lieu lors de la Paris Electronic Week, le deuxième samedi de septembre en règle générale et rassemble près de 400 000 participants chaque année.
Technopol annonce en juillet 2024 l'annulation de l'édition 2024 de la Techno Parade en raison des jeux paralympiques.

## Éditions

### Années 1990
| Année | Édition | Participants | Commentaire | Aperçu |
| ----- | ------- | ------------ | --- | ------ |
| 1998  | 1re     | 200 000      | Première édition qui permit la rédaction et la diffusion d'une circulaire inter-ministérielle (Culture, Intérieur et Défense) reconnaissant l'aspect culturel de la techno. Cette circulaire venait atténuer les effets de la circulaire Pasqua de janvier 1995 appelée « Les soirées raves : des situations à hauts risques ». |        |
| 1999  | 2e      |              | |        |

### Années 2000
| Année | Édition | Participants | Commentaire | Aperçu |
| ----- | ------- | ------------ | --- | ------ |
| 2000  | 3e      |              | |        |
| 2001  | –       |              | Techno Parade annulée à cause des attentats du 11 septembre 2001. |        |
| 2002  | 4e      |              | Pour la première fois de son histoire, la Techno Parade met à l'honneur un pays. Cette année, le Brésil est l'invité d'honneur. Une délégation de DJ's brésiliens est invitée à Paris lors de la Techno Parade. Le 10 novembre qui suit, une délégation de DJ's français est invitée à se produire lors de la Parada da Paz de Sao Paulo (technoparade brésilienne). |        |
| 2003  | 5e      |              | |        |
| 2004  | 6e      |              | |        |
| 2005  | 7e      |              | Le parcours a commencé à la Bastille et s’est terminé au même endroit. Le cortège est passé par la rue Saint-Antoine, la rue de Rivoli, le boulevard de Sébastopol, la place de la République, le boulevard Voltaire et le boulevard Richard-Lenoir. |        |
| 2006  | 8e      | 400 000      | La parade a eu lieu le samedi 16 septembre 2006, en collaboration avec l'ONG Action contre la faim, et a rassemblé plus de 400 000 personnes, à l'occasion des dix ans de Technopol et des vingt ans de la House. |        |
| 2007  | 9e      | 400 000      | La neuvième édition de la Techno Parade s'est tenue le 15 septembre 2007 avec près de 400 000 personnes qui étaient réunis sous le thème « fête la planète ». |        |
| 2008  | 10e     |              | La dixième édition a eu lieu le 20 septembre 2008 avec l'Europe comme thème évoqué par Technopol. Ce fut également le dixième anniversaire de la manifestation créée en 1998. |        |
| 2009  | 11e     | 400 000      | La onzième édition, qui a eu lieu le 19 septembre 2009 sous le thème de la mixité musicale, sociale et ethnique, a rassemblé plus de 400 000 personnes. Elle a dû être abrégée en raison d'agressions multiples dont étaient victimes les participants. |        |

### Années 2010
| Année | Édition | Participants             | Commentaire | Aperçu |
| ----- | ------- | ------------------------ | --- | ------ |
| 2010  | 12e     | 300 000                  | La douzième édition a eu lieu le samedi 25 septembre 2010. Le parcours a commencé place Denfert-Rochereau et s’est terminé place de la Bastille et a rassemblé environ 300 000 participants selon Technopol (quelques dizaines de milliers selon la police). Des « débordements » « vite maîtrisés », mais « aucun incident grave », ont eu lieu d'après la police. |        |
| 2011  | 13e     | 300 000                  | La treizième édition a eu lieu le 17 septembre 2011 sous le thème de l'Indépen'danse, dédié au souffle de liberté dans le monde arabe. Bob Sinclar en était le parrain. Une scène « Electro & Danse » est installée sur la place de la République. La parade, quant à elle, a démarré sur cette même place, et s'est étirée sur 4,5 km, passant par la Bastille et s'achevant à place d'Italie. 300 000 participants étaient rassemblés dans les rues de Paris selon Technopol (50 000 selon la police). |        |
| 2012  | 14e     |                          | La quatorzième édition a eu lieu le 15 septembre 2012. |        |
| 2013  | 15e     |                          | La quinzième édition a eu lieu le 14 septembre 2013. La Techno Parade fête ses 15 ans. |        |
| 2014  | 16e     | 350 000                  | La seizième édition a eu lieu le samedi 13 septembre 2014. Plus de 350 000 personnes y étaient présentes. Le Viêt Nam était à l'honneur. La parade a débuté place de la Nation et s'est terminée place de la Bastille en passant par la place de la République. |        |
| 2015  | 17e     |                          | La dix-septième édition a lieu le samedi 19 septembre 2015 à Paris. Le défilé accompagné de quatorze chars suit le parcours suivant : boulevard Saint-Michel, boulevard Saint-Germain, pont de Sully, boulevard Henri-IV, place de la Bastille, boulevard Beaumarchais, boulevard des Filles-du-Calvaire, boulevard du Temple, place de la République. Cette édition a été marquée par la mort d'un étudiant.                                                                                            |        |
| 2016  | 18e     | 300 000                  | Le défilé a lieu le 24 septembre 2016 |        |
| 2017  | 19e     | 300 000,                 | Le défilé a lieu le 23 septembre 2017 |        |
| 2018  | 20e     | 300 000                  | Le défilé 2018 fête ses 20 ans. Il a lieu le 22 septembre 2018 et accompagné de quatorze chars suit le parcours suivant : Quai François Mitterrand, Quai du Louvre, Quai de la Mégisserie, Quai de Gesvres, Quai de l’Hôtel de ville, Quai des Célestins, Boulevard Morland, Pont Morland, Quai de la Râpée, Pont d’Austerlitz, Boulevard de l’hôpital et Place d’Italie |        |
| 2019  | 21e     | Entre 200 000 et 300 000 | Le défilé a lieu le 28 septembre 2019 |        |

### Années 2020
| Année | Édition | Participants | Commentaire | Aperçu |
| ----- | ------- | ------------ | --- | ------ |
| 2020  | –       |              | Techno Parade annulée à cause de la pandémie de Covid-19. |        |
| 2021  | –       |              | Techno Parade annulée à cause de la pandémie de Covid-19. |        |
| 2022  | 22e     | 250 000      | Le défilé a lieu le samedi 24 septembre 2022 sur un trajet de 6,450 km. La participation de DJ Xenia, originaire d'Ukraine, est un hommage à la résistance de son pays face à l'invasion russe de 2022. |        |